# Fata în doliu
Fata în doliu (titlul original: în spaniolă La Niña de luto) este un film spaniol din genul comedie neagră, 
realizat în 1964 de regizorul Manuel Summers, protagoniști fiind actorii María José Alfonso și Alfredo Landa. 
Acțiunea are loc într-un sat din Provincia Huelva, iar scenariul urmărește povestea unui eveniment real. Tema de bază este existența și obiceiul de a purta doliu riguros luni de zile cu toate consecințele pe care aceasta le presupune. Figuranții filmului au fost locuitorii orașului în plimbarea lor zilnică, pe străzile lor și în propriile case. Intriga sa se bazează pe o idee a lui Francisco Summers, fratele regizorului.

## Rezumat
Acțiunea are loc în principal în La Palma del Condado (Huelva). Casele, străzile, biserica, cimitirul, peisajul rural, erau decorul natural și autentic unde s-au dezvoltat personajele.
Rocío Vázquez Romero este o „tânără căsătorită”, așa cum se spunea în acei ani ai anilor 1960, care are un iubit pe nume Rafael Castroviejo. Rafael este de profesie practicant. Rocío tocmai a încheiat un doliu de șase luni impus de moartea bunicii sale. În acest moment ai deja permisiunea să-ți continui relația cu iubitul tău, să te plimbi cu el, să mergi la film, la biserică, să dansezi și să vorbești, mai ales să vorbești și să faci planuri pentru nunta întreruptă de doliu. Dar soarta vrea ca planurile ei să fie întrerupte din nou pentru că bunicul ei moare și obiceiurile sociale dictează ca nepoata să poarte șase luni de doliu ca înainte. Rafael nu este mulțumit de această nouă așteptare și reușește să o convingă pe Rocío să scape de opresiunea familiei, să meargă cu el în Huelva și, odată ce sunt liberi, se căsătoresc. Când totul este deja discutat și pregătit pentru evadare, tatăl Rocío moare și viața se oprește din nou, planurile sunt anulate și speranțele dispar.
Rafael pleacă singur la Huelva. „Nu le înțeleg pe toate astea, Rocío”, spune el în timp ce pleacă, iar ea răspunde: „Îl înțeleg pe Rafael”.

## Distribuție
- María José Alfonso – Rocío Vázquez Romero
- Alfredo Landa – Rafael Castroviejo
- Pilar Gómez Ferrer – Concha, mama lui Rocío
- Vicente Llosa – Paco, tatăl lui Rocio
- José Vicente Cerrudo – bunicul lui Rocío
- Carmen Santonja – prietena lui Rocío
- Manuel Ayuso – unchiul lui Rocào
- Manuel Guitián – Cura
- Antonio P. Costafreda – Ramón, directorul de pompe funebre
- Vicky Lagos – Romana
- José Luis Lespe – Marco Vinicio
- Juanito 'El Bicicletas' – Juanito
- Paquito Lara – Paquito
- Víctor Lara – Víctor
- Emilio García Domenech – sergentul de la Garda Civilă
- Francisco Summers – vizitiul dricului

## Premii și nominalizări
Filmul a făcut parte din selecția oficială în competiție la Festivalul de Film de la Cannes din 1964.